# Trichosetodes serratus
Trichosetodes serratus är en nattsländeart som beskrevs av Yang och Morse 2000. Trichosetodes serratus ingår i släktet Trichosetodes och familjen långhornssländor. Inga underarter finns listade i Catalogue of Life.